# KIF Örebro DFF
KIF Örebro DFF, tidigare Karlslunds IF DFF, är en damfotbollsförening i Örebro som spelar i damallsvenskan sedan 2003 (med undantag för spel i Elitettan år 2018 och 2025). Klubben bildades 1920, och startade ett damlag i fotboll 1980.
Inför säsongen 2005 värvade man den meriterade Pia Sundhage som tränare. Hon bidrog i sin tur till värvningen av två landslagsspelare, Kristine Lilly och Kate Markgraf. Den mest kända av dem var Kristine Lilly som spelade en halv säsong 2005. Inför säsongen 2006 värvade man två spelare med U21-meriter från USA. Dessutom värvade man den tjeckiske landslagsspelaren Pavlina Scasna.
År 2006 blev Stina Segerström och Caroline Näfver KIF Örebros första spelare i Sveriges damlandslag i fotboll.
År 2021 fattade klubbens medlemmar beslut om att anta ett nytt klubbemblem samt nya klubbfärger. Det nya emblemet innebar att klubben helt lämnade Karlslunds IF-identiteten.

## Placering tidigare säsonger

### Karlslunds Idrottförening (Karlslunds IF)
| Säsong | Nivå | Liga           | Placering | Webbplats | Notering |
| ------ | ---- | -------------- | --------- | --------- | -------- |
| 2003   | 1.   | Damallsvenskan | 8.        | [ 2 ]     |          |
| 2004   | 1.   | Damallsvenskan | 7.        | [ 3 ]     |          |

### Karlslunds Idrottförening Örebro Damfotbollsförening (KIF Örebro DFF)
| Säsong | Nivå | Liga           | Placering | Webbplats     | Notering                            |
| ------ | ---- | -------------- | --------- | ------------- | ----------------------------------- |
| 2005   | 1.   | Damallsvenskan | 7.        | [ 4 ] [ 5 ]   |                                     |
| 2006   | 1.   | Damallsvenskan | 6.        | [ 6 ] [ 7 ]   |                                     |
| 2007   | 1.   | Damallsvenskan | 7.        | [ 8 ] [ 9 ]   |                                     |
| 2008   | 1.   | Damallsvenskan | 7.        | [ 10 ] [ 11 ] |                                     |
| 2009   | 1.   | Damallsvenskan | 5.        | [ 12 ] [ 13 ] |                                     |
| 2010   | 1.   | Damallsvenskan | 5.        | [ 14 ] [ 15 ] |                                     |
| 2011   | 1.   | Damallsvenskan | 5.        | [ 16 ] [ 17 ] |                                     |
| 2012   | 1.   | Damallsvenskan | 10.       | [ 18 ] [ 19 ] |                                     |
| 2013   | 1.   | Damallsvenskan | 6.        | [ 20 ] [ 21 ] |                                     |
| 2014   | 1.   | Damallsvenskan | 2.        | [ 22 ] [ 23 ] |                                     |
| 2015   | 1.   | Damallsvenskan | 5.        | [ 24 ] [ 25 ] |                                     |
| 2016   | 1.   | Damallsvenskan | 8.        | [ 26 ] [ 27 ] |                                     |
| 2017   | 1.   | Damallsvenskan | 12.       | [ 28 ] [ 29 ] | Nedflyttad till Elitettan 2018      |
| 2018   | 2.   | Elitettan      | 2.        | [ 30 ]        | Uppflyttad till Damallsvenskan 2019 |
| 2019   | 1.   | Damallsvenskan | 8.        | [ 31 ] [ 32 ] |                                     |
| 2020   | 1.   | Damallsvenskan | 7.        | [ 33 ] [ 34 ] |                                     |
| 2021   | 1.   | Damallsvenskan | 8.        | [ 35 ] [ 36 ] |                                     |
| 2022   | 1.   | Damallsvenskan | 9.        | [ 37 ] [ 38 ] |                                     |
| 2023   | 1.   | Damallsvenskan | 10        | [ 39 ]        |                                     |
| 2024   | 1.   | Damallsvenskan | 11.       | [ 40 ]        | Nedflyttad till Elitettan 2025      |
| 2025   | 2.   | Elitettan      | .         |               |                                     |

## Färger
KIF Örebro DFF spelar i röd matchdräkt hemma och mörk matchdräkt borta.
| KIF Örebro DFF | KIF Örebro DFF |

### Dräktsponsor
???? – Nike
2020- – Umbro

### Trikåer
| ? · Hemmakit | ? · Hemmakit | 2014 · Hemmakit | ? · Hemmakit | ? · Hemmakit | ? · Hemmakit |

## Spelartruppen
| Nummer      | Land      | Spelare                   | Födelsedatum      | Kom från          | Moderklubb         |           |
| Målvakter   | Målvakter | Målvakter                 | Målvakter         | Målvakter         | Målvakter          | Målvakter |
| ----------- | --------- | ------------------------- | ----------------- | ----------------- | ------------------ | --------- |
| 1           | Sverige   | Moa Öhman                 | 25 juni 1998      | Kungsbacka DFF    | Piteå IF           |           |
| 20          | Sverige   | Tove Enblom               | 20 november 1994  | Umeå IK           | Årsta FF           |           |
| Försvarare  |           |                           |                   |                   |                    |           |
| 2           | Finland   | Elli Pikkujämsä           | 24 oktober 1999   | Honka             | Turun Nappulaliiga |           |
| 3           | USA       | Michaela Kovacs           | 9 mars 1997       | Morön BK          | USA                |           |
| 4           | Sverige   | Frida Abrahamsson         | 14 september 1994 | Piteå IF          | Luleå SK           |           |
| 13          | Sverige   | Maja Regnås Valcic        | 8 maj 1999        | KIF Örebro U      | IK Sturehov        |           |
| 17          | Sverige   | Ebba Cabander             | 28 maj 2003       | KIF Örebro U      | Örebro SK          |           |
| 21          | Island    | Berglind Rós Ágústsdóttir | 28 juli 1995      | Fylkir            | Valur              |           |
| Mittfältare |           |                           |                   |                   |                    |           |
| 7           | Sverige   | Emilia Pelgander          | 3 mars 2004       | KIF Örebro U      | Adolfsbergs IK     |           |
| 8           | Sverige   | Nathalie Hoff Persson     | 18 april 1997     | Limhamn Bunkeflo  | Vellinge IF        |           |
| 12          | Sverige   | Cassandra Larsson         | 13 mars 2002      | Bollstanäs SK     | Bollstanäs SK      |           |
| 14          | USA       | Carly Wickenheiser        | 6 mars 1997       | Morön BK          | USA                |           |
| 16          | Sverige   | Anna Sandberg             | 23 maj 2003       | KIF Örebro U      | IFK Lindesberg     |           |
| 18          | Finland   | Rebecka Mannström         | 16 april 2002     | KIF Örebro U      | Ekenäs IF          |           |
| 19          | Sverige   | Elsa Pelgander            | 0 december 2006   | Örebro SK         | Adolfsbergs IK     |           |
| 22          | Sverige   | Wilma Öhman               | 20 november 1999  | Umeå IK           | Sävar IK           |           |
| 23          | Kanada    | Jenna Hellstrom           | 2 april 1995      | Washington Spirit | Kanada             |           |
| -           | England   | Katie Lockwood            | 31 mars 1998      | Apollon Ladies    | England            |           |
| -           | Kanada    | Lisa Pechersky            | 0 december 1998   | Lidköpings FK     | Kanada             |           |
| Anfallare   |           |                           |                   |                   |                    |           |
| 10          | Finland   | Heidi Kollanen            | 6 juni 1997       | Tavagnacco        | Finland            |           |
| 88          | Finland   | Amanda Rantanen           | 11 maj 1998       | PK-35             | Käpylän Pallo      |           |

## Kända spelare
- Nathalie Persson (2020–)
- Tove Enblom (2021–)
- Heidi Kollanen (2019–)
- Elli Pikkujämsä (2020–)
- Berglind Rós Ágústsdóttir (2021–)
- Marie Hammarström (1999–2003, 2005–2012)
- Kristin Hammarström (1999–2010)
- Elin Magnusson (1999–2015)

## Tränare
- Rickard Johansson, sedan januari 2021.[42]